# ياكوب شبرنجر
ياكوب شبرينجر (24 يوليو 1884 - 7 مايو 1945) سياسيًا نازيًا.
ولد شبرنجر في أوبرهاوزن بالقرب من باد بيرغزبيرن في بالاتينات. في عام 1922، عندما عمل كمفتش بريد، أصبح شبرنجر عضوًا في الحزب النازي. كان معاديًا للسامية، وانتقل سريعًا عبر الرتب، أولاً إلى غاولايتر من هيس-ناسو-ساوث في عام 1927، وبحلول سبتمبر 1930 كان عضوًا منتخبًا في الرايخستاغ.
في 5 مايو 1933 تم تعيينه الرايخشتاتالتر لهيس وغاولايتر لغاو الجديد التي تشكلت من مقاطعة هيس-ناساو البروسية، والتي تضمنت ولاية هيس-دارمشتات الفدرالية. في عملية جلايش شالتونج، وخاصة بسبب 'Reichsstatthaltergesetz' في 30 يناير 1935، كان قادراً على تولي قيادة حكومة المقاطعة من فيليب فيلهلم يونج. إلى جانب مارتن موتشمان لساكسونيا، كان الحاكم الوحيد المسؤول عن مثل هذه الوظيفة المزدوجة.